# Филатово (городской округ Истра)
Филатово — деревня в Букарёвском сельском поселении Истринского района Московской области. Население — 15 чел. (2010).
Филатово расположено в 12 км к западу от райцентра Истра, на берегах реки Маглуши, высота над уровнем моря 176 м.
Известно с XVI века, по писцовой книге 1567—1569 годов, как деревня волости Воиничи Рузского уезда. В смутное время была разорена, возродилась в 1646 году. При деревне (погосте) издавна существовала Рождественская церковь, также разрушенная в смутное время. В 1704 году была сооружена деревянная, с 1715 года Филатово именуется селом, в 1750 году была построена каменная церковь.

## Население
| 2002 | 2006 | 2010 |
| ---- | ---- | ---- |
| 10   | ↗195 | ↘15  |

## Достопримечательности
Памятник архитектуры — усадьба «Филатово», включающая главный дом, флигель, церковь Рождества Христова и парк.